# Tevego

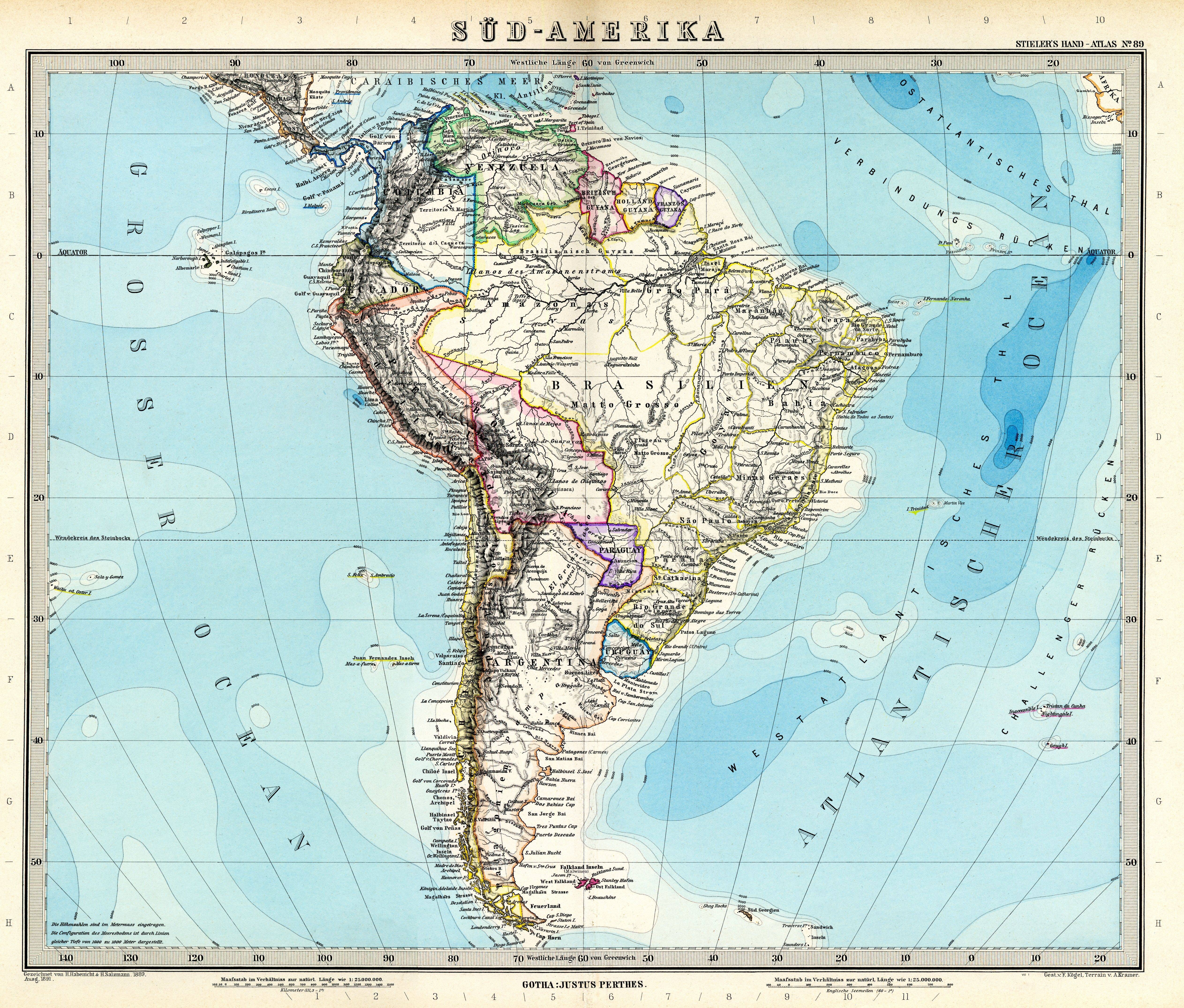
Mapa de 1891 donde Tevegó aparece con el nombre de San Salvador.

Tevego fue una población del Paraguay que existió apenas 10 años durante el gobierno del supremo dictador José Gaspar Rodríguez de Francia. Estaba situada al norte de la ciudad de Concepción, sobre la margen izquierda (u oriental) del río Paraguay y al sur del río Apa. Sirvió como lugar de destierro y fue fundada para resguardo de la villa Concepción y la pacificación de la frontera.
Además de la escritura Tevego, en diversos textos aparece también como Tebego, Etevego y Estevegó.

## Historia
Los primeros registros los encontramos hacia el año 1807, en correspondencias del Gobernador Bernardo de Velasco acerca del beneficio de la renta y el tabaco llamando al lugar Etebegó. El 27 de enero de 1813 la Junta Superior Gubernativa del Paraguay dictó un decreto que entre otros considerandos rezaba:

Ocupada la atención de este Gobierno en arbitrar las medidas conducentes y oportunas al resguardo y pacificación de las fronteras de ese territorio, ha tomado la resolución de que todas las familias que componen la numerosa parcialidad de pardos de Tabapy  vayan a fundar un nuevo pueblo en el paraje de Tevegó, sobre la costa del río Paraguay.

El solar de la nueva villa fue emplazado sobre la antigua reducción indígena de Nuestra Señora de la Revelación de Tevegó. La población inicial de 40 personas fue formada con familias de pardos (mulatos) de Tavapy, quienes un año antes habían solicitado ser reubicados en otro pueblo. Debido a las condiciones de zona inhóspita y cenagosa, parte de la población la abandonó, por lo que durante el gobierno de Rodríguez de Francia fueron confinados a Tevego meretrices, ex-esclavos "negros" de Asunción, vagos y criminales a quienes se le conmutaba la pena a cambio.
El poblado fue siempre objeto de ataques por parte de los indígenas guaycurúes - caduveos, considerados por el gobierno simplemente como mbayás por la familia a la que pertenecían. Estos estaban tradicionalmente aliados con los portugueses, en parte por enemistad ancestral con los guaraníes, aliados de los españoles, en parte por la habilidad de los primeros para establecer rápidamente una alianza. Fue usado como poblado prisión, o lugar de castigo. 
El escocés escritor y comerciante de John Parish Robertson , quien recorrió la Cuenca del Plata en la primera mitad del siglo XX  menciona en su libro "Reinado del Terror de Francia,  (el sucesor de "Cartas sobre el Paraguay") dice de Tevegó:

Es un lugar, donde la atmósfera es una gran masa de  malaria , y el calor sofocante, -  la región circundante es de ininterrumpidos pantanos - en donde los insectos venenosos y reptiles abundan, - y donde sin embargo  están acechando continuamente en las carreteras la más feroz de las tribus de indios indómitos. No se pueden ver más chozas  sino que las que se construyen con las ramas que se obtienen de los árboles, o se cubren un poco de esteras, no existen más provisiones que las obtenidas de los portugueses  ni protección  que la que ofrece  la de una pequeña guardia de milicia, para asombro y tiranía de los colonos y  la opresión o la persecución. Muchos prefieren la reclusión en la cárcel pública al destierro a Tevegó. / "is a place, of the atmosphere is one great mass of malaria, and the heat suffocating, - where the surrounding country is uninterrupted marsh - where venomous insects and reptiles abound , - and where the fiercest and yet unsubdued tribes of Indians are making continual in-roads. No huts but those constructed in the boughs of trees, or by a few hides and mats, are to be seen; no provisions are to be obtained but those from the Portuguese, or the chase; and no protection is to be afforded but that of a small guard of militia, to awe and tyrannise of the colonists. Many would prefer confinement in the public prison to banishment to Tevego."

Dadas las dificultades para mantenerlo y defenderlo y la poca disposición de los pobladores, finalmente Rodríguez de Francia ordenó su levantamiento por decreto del 12 de octubre de 1823, conduciéndose todos sus habitantes a Concepción:

En esta virtud el Comandante de Concepción procedera inmediatamente a efectuar la despoblacion y demás insinuado, haciendo conducir a la villa por trozos a dichas familias con sus efectos y muebles, sea por el rio empleando para esto cualesquier buques que allí hubiesen o por tierra con el resguardo competente. La tropa con toda arma será lo último que se transportara y al tiempo de la total retirada se dara fuego a la rancheria y a todo lo que no se haya de conducir.

Tevego fue despoblado, sus habitantes trasladados y sus restos quemados. En 1842 el gobierno ordenó repoblar Tevego en un nuevo lugar ubicado más al sur, denominándoselo Villa del Divino Salvador, nombre que le impuso el decreto del presidente Carlos Antonio López del 5 de abril de 1843, bajo cuyo gobierno se siguió usando como lugar de exilio interno y castigo, siendo cabeza de una "Estancia de la República" del mismo nombre. La nueva población fue también abandonada a causa del acoso indígena.

## Ubicación
No se tiene en la actualidad certeza de su ubicación exacta, aunque todos los indicios (como los mapas de la época) indican que se ubicaba aproximadamente en el sitio del pequeño poblado hoy llamado San Salvador del Departamento de Concepción. San Salvador persistió como población siendo capital de un departamento paraguayo  que llevaba el mismo nombre, pero durante la Guerra de la Triple Alianza, más exactamente a fines de 1865, fue incendiada y arrasada por los caduveos aliados del Brasil y armados por Brasil, en el ataque sus habitantes fueron muertos, dispersos y en muchos casos las mujeres paraguayas cautivadas. Pese a desaparecer en 1865, aún en 1890 mapas detallados del Paraguay presentaban a San Salvador (o antigua Tevego) como una ciudad cabecera del también desaparecido departamento de San Salvador, tal departamento tenía por límite sur al río Aquidabán.
No debe confundirse este San Salvador con el municipio de San Salvador del departamento del Guairá ni con Salvador-cué del departamento Presidente Hayes; de modo que San Salvador se hallaba hacia las coordenadas 22°49′00″S 57°47′00″O / -22.81667, -57.78333, esto es: unos 278 kilómetros -en línea recta- al norte de Asunción, unos 65 km al N.O. de la ciudad de Concepción y unos 208 km al sur de Fuerte Olimpo. Los documentos obrantes en el Archivo Nacional de Asunción y algunos mapas del siglo XIX son los únicos que han mantenido su memoria.

## Cultura popular
La Villa de Tevegó, aparece en:
- La novela Yo el Supremo (1974) del reconocido escritor paraguayo Augusto Roa Bastos.
- La novela Lasánima: Cuentos de terror (2023) del escritor e historiador paraguayo Eder Acosta Santacruz, en la cual uno de los cuentos se sitúa en Tevegó.[10][11][12]